# Hacune Miku
Hacune Miku (初音ミク; Hepburn: Hatsune Miku) virtuális személy, akinek a hangját egy énekhang-szintetizátor alkalmazással generálják, melyet a Crypton Future Media fejlesztett ki. A cég központja Szapporóban (Japánban) található. Miku hangjának alapjául Fudzsita Szaki japán szinkronszínésznő hangja szolgált. A Yamaha Corporation Vocaloid 2 és Vocaloid 3 hangszintetizáló technológiájával és a Crypton Future Media Piapro nevű stúdiójának VSTi bővítményével hozták létre a szereplő énekhangját. Több mint 100 000 dalhoz fűződik a neve. Nevének jelentése: „Az első hang a jövőből”.

## A Vocaloid szoftver
Hacune Miku eredetileg egy futurisztikus hangszintetizáló szoftver, melyet azért hoztak létre, hogy a felhasználók könnyedén tudjanak saját zenét készíteni. 2007-ben került először piacra a Vocaloid2 Hatsune Miku szoftver. Megjelenése után nagyon gyorsan terjedt a felhasználók körében és hamar a virtuális kultúra egy kiemelkedő jelenségévé vált, nem szoftverként, hanem mint szereplő. 2010-ben kiadták a Vocaloid 2 Miku Append kiegészítőt, amivel újabb hangeffektek érkeztek: lágy (kedves, finom), édes (fiatalos, „csibi” hang), sötét (érett, összetört szívű), élénk (sziporkázó, vidám), kemény (hangos, tiszta) és könnyű (ártatlan, mennyei). Ez volt az első ilyen kiegészítő, ami megjelent, de a Crypton Future Media további megjelenéseket ígért a többi Vocaloidhoz is. 2013-ban megérkezett a Hatsune Miku V3 Bundle 5 újabb hangeffekttel, továbbá angol verzióval.

### Fejlesztése
Miku hangjához Fudzsita Szaki japán szinkronszínésznő hangjából vettek mintákat irányított hangmagasságban és tónusban. Ezek a minták önmagukban álló japán és angol hangok, melyeket a szoftverben összekapcsolva kifejezéseket, dalszöveget lehet készíteni. A Crypton Future Media megjelentette az általa készített első Hacune Miku-dalokat Character Vocal Series néven, 2007-ben. Azzal az ötlettel állt elő a gyártó cég, hogy Mikut mutassák be úgy, mint egy „android díva a jövőből, ahol a dalok már elvesztek”. Ő volt az első Vocaloid, akit a cég fejlesztett, de nem sokkal később követte őt a Yamaha Cooperation által fejlesztett Meiko és Kaito.

#### További fejlesztések
Higucsi Jú (樋口優; Hepburn: Higuchi Yū), más néven HigucsiM (樋口M; Hepburn: HiguchiM), a Vocaloid egyik vezető 3D programozója megalkotta a MikuMikuDance nevű önálló programot, melyben 3D modelleket lehet alkotni és mozgásra bírni. Így a rajongók által készített dalok megelevenedhettek videók formájában is.
Egy másik fontos Vocaloid-eszköz is piacra került, a VocaListener. Ez a program felismeri, ha egy rajongó által készített dal realisztikus (tehát „emberien” hangzik), majd segít a közzétételben és terjesztésben.

## A szereplő megjelenése
Hacune Miku hosszú türkiz copfokat, fekete miniszoknyát, szürke felsőt és türkiz nyakkendőt visel. Hacune Miku megjelenésének megalkotásával Kei Garou (ケイガロウ) illusztrátort és mangakát bízták meg. Útmutatásnak annyit kapott, hogy Miku egy android. A színek összeállításához a szoftver főbb színeit vette alapul melyek a fekete, türkiz és szürke. A Vocaloid 2 Miku Appendhez Aszai Makit (浅井真紀; Hepburn: Asai Maki) kérték fel, a Vocaloid 3-hoz Zain és iXima készített illusztrációt, és közben fan artok (rajongók által készített illusztrációk) árasztották el a világhálót. Később a Crypton Future Media hivatalosan közzé tette Miku személyes adatait, ám személyiségét tekintve nem árultak el semmit. Úgy gondolták a rajongók alakítsák úgy, ahogy szeretnék.

### Adatai[1]
| Név             | Hacune Miku           |
| Születésnap     | Augusztus 31.         |
| Kor             | 16 éves               |
| Horoszkóp       | Bak                   |
| Magasság        | 158 cm                |
| súly            | 42 kg                 |
| Gyakoribb műfaj | Pop, J-pop, Dance-pop |
| Ajánlott tempó  | 70–150bpm             |
| Legjobb hangsáv | A3–E5                 |

### Színpadon
Miku „élőben” koncertezik a színpadon. Ezt a 3D hologram teszi lehetővé. Számos vetítőt használnak, és különböző szögekben rávilágítják egy üveglapra.

## Kulturális hatás
A szoftver megjelenése után rengeteg Hacune Miku-dal látott napvilágot, videóval együtt. A Nico Nico Douga videómegosztón terjedt el először, majd a YouTube-on és a többi videómegosztón. 2D és 3D videók is készültek, továbbá rengeteg fan art.
Egy rajongói videóban Miku a Loituma lány mémet mintázva egy póréhagymát tart a kezében és az Ievan polkka című finn dalt énekli. A gyártó szerint ez kitűnő példája annak, hogy Miku mennyire sokoldalú, csak a rajongókon múlik a dolog. Ezért is ábrázolják őt sokszor hagymával a kezében.
2009-ben három Mikuról mintázott figurát lőttek ki egy rakétában Nevadából (Amerikai Egyesült Államok). A rakéta nem érte el az űrt.
Szintén 2009-ben, Japánban, petíciót indítottak, hogy egy Miku mintával díszített alumínium lapot tegyenek az Akacuki nevű kutató űrhajóra. A petíció sikeres volt.
A Clash című zene- és divatmagazin egyik számának címlapján Miku volt, amint egy élő fotómodell jelenítette meg.
A Black Rock Shooter anime főszereplője hasonlít Mikura, és készültek róla zenés videók, amint Miku ebben a szerepben jelenik meg.
A Japán Gazdasági Minisztérium felhasználta Mikut kampányokhoz, figyelemfelkeltésre. A Crypton Future Media azonban nem szeretné Mikut a politikában látni.

## Értékesítése
Japán magazinok, mint a DTM magazine, felelősek a Vocaloid-szereplők reklámozásáért és a legújabb hírek közzétételéért.
A Crypton Future Media bevonta a Super GT autósorozat gyártóit, így Mikuval és több anime karakterrel is találkozhatunk az autókon.
A Piapro stúdió is reklámozta, továbbá Miku szerepelt Toyota Corolla reklámfilmekben és 2012-ben a Szapporói hófesztivál alkalmából kívül-belül Miku képekkel díszített villamos járt, melyben a hangján közleményeket lehetett hallani. Szintén 2012-ben a Google Chrome webes reklámjában is szerepelt.
Miku volt a megnyitó műsor Lady Gaga egyik koncertkörútján.

### Eladás
A Hacune Miku szoftver bevétele olyan sok volt, hogy a Crypton Future Media alig bírt el vele. 2007-ben az Amazon.co.jp jelentése szerint 57 500 000 japán jen volt a bevétel, így Hacune Miku lett minden idők legkeresettebb szoftvere.

### Saját zenék
A Crypton Future Media felmérése szerint 2011-re több mint 100 000 saját dal jött létre Miku által. Többek között Miku énekelte az eredeti Nyan Cat dalt is.

## Egyéb megjelenések a médiában
Miku első hivatalos illusztrátora, Kei Garou, egy nemhivatalos manga sorozatot rajzolt Maker hikósiki Hacune Mix címmel, mely a Vocaloid-szereplőkről szól és Hacune Miku a főszereplője.
A Freezing című anime főcímdalát a Maria énekeli, de eredetileg egy Miku dal volt.
Az Akikan! című anime egyik befejező dalában hallható Miku hangja.
A Jamisibai: Japanese Ghost Stories befejező dalát is Miku énekeli.
Miku több animesorozatban is feltűnik, mint például a Lucky Star című anime egyik különleges epizódjában, az egyik szereplő mágikusan Mikuvá változik. Továbbá, a Szajonara, Zecubou Szenszei című anime egyik epizódjában Miku látható a háttérben. Ezeken kívül látható még a Baka to Test, a Maria Holic és a Gintama című animesorozatokban is.

### Játékok melyekben szerepelt
- Hatsune Miku: Project DIVA sorozat[2]

Ezeken kívül számos játék van melyekben Miku ruhája tűnik fel, így például: Tales of Graces, Phantasy Star Portable 2, Phantasy Star Online 2,  Skullgirls (ebben a játékban csak a ruha színei egyeznek).